# 堂面薬品
堂面薬品株式会社（どうめんやくひん）は、医薬品・衛生材料・化粧品の卸売を中心とする日本の企業であった。現在はメディセオ・パルタックホールディングスグループの一社エバルスである。医薬品の卸売手。

## 概要
- 本社は広島県竹原市竹原町
- 代表取締役・堂面祝雄 専務・上杉一秋

## 沿革
- 設立 大正14年4月
- 1964年（昭和39年）4月 - 広島県福山市の「白川薬品」、堂面薬品及び「檜崎薬品」の3社が合併し、営業権益を広島県東部全域に拡大。社名を東和薬品株式会社と変更。

## 営業所
- 広島県：竹原市・呉市

## 主な取引メーカー
- 武田薬品工業
- 山之内製薬（現在・アステラス製薬）
- 藤沢薬品工業（現在・アステラス製薬）
- 大日本製薬（現在・大日本住友製薬）
- 第一製薬（現在・第一三共）
- エーザイ等